# Jan IV. (olomoucký biskup)
Jan IV., zvaný Lysý, OPraem, byl původně řeholník strahovské kanonie a později premonstrátský opat v Litomyšli. Olomouckým biskupem byl jmenován knížetem Vladislavem II. dne 29. 9. 1157. Již počátkem října téhož roku provedl jeho laickou investituru římský císař Friedrich I. Barbarossa. Dne 20. 10. 1157 přijal biskupské svěcení z rukou mohučského arcibiskupa. Roku 1159 obdržel od českého krále Vladislava boleslavské proboštství a také kapli sv. Klimenta na Vyšehradě. Proslul jako prelát velmi moudrý, laskavý a štědrý. Zemřel 18. 2. 1172 a byl pohřben v klášteře Hradisko u Olomouce.